# Nuna
Nuna – wieś sołecka w Polsce położona w województwie mazowieckim, w powiecie nowodworskim, w gminie Nasielsk.
W latach 1975–1998 miejscowość administracyjnie należała do województwa ciechanowskiego.
W 1992 r. z inicjatywy ówczesnego proboszcza parafii Św. Wojciecha w Nasielsku ks. kanonika Kazimierza Śniegockiego w Nunie zbudowana została kaplica filialna. 3 lipca 2011 r. ordynariusz płocki ks. bp. Piotr Libera erygował przy niej nową parafię pw. bł. ks. Jerzego Popiełuszki. Pierwszym proboszczem został ks. mgr Tadeusz Jabłoński.